# Baubo
Baubo, także Iambe (stgr. Βαυβώ Baubṓ, Ἰάμβη Iámbē) – postać z mitologii greckiej, uosobienie kobiecego demona seksualności i płodności.

## Charakter i pochodzenie
Jej charakter jako bóstwa wciąż pozostaje sporny i niejasny; niektórzy badacze ją uznają za rodzaj demona z nocnego orszaku Hekate, podobnego do przerażających istot Mormo, Gello, Gorgo. Pojawia się w mitach wczesnoorfickich, łączona z postacią Iambe z hymnów homeryckich. Zazwyczaj uważana za bóstwo śmiechu i obscenicznej swawoli, często wyobrażane jako bezgłowe (w postaci tzw. gastrokefalicznej), ale z wyraźnie zaznaczonymi szczegółami anatomii kobiecej.
W wersji przekazanej za pośrednictwem pism Ojców Kościoła (Klemens Aleksandryjski, Euzebiusz, Arnobiusz), miała być mieszkanką Eleuzyny, małżonką Dysaulesa oraz matką Protonoe i Misy (Nise) oraz Triptolemosa i Eubuleusa. Występuje w micie o Persefonie i Demeter, goszcząc poszukującą córki Demeter z małym Iakchosem, i skutecznie ją pocieszając poprzez swe rubaszne zachowanie i taneczne obnażanie się przed pogrążoną w smutku boginią. Dzięki temu miała ocalić świat od klęski głodu wynikłej wskutek pozbawienia ziemi płodności przez zrozpaczoną Demeter. Sama czynność obnażania się mogła dać początek obrzędowemu zwyczajowi misteriów eleuzyjskich o charakterze apotropaicznym.
Niewątpliwe jest kojarzenie Baubo z elementem płciowym, prowadzące badaczy do domniemania, iż mogła być ona żeńskim składnikiem pary Baubo-Baubon (na podobieństwo Iambe-Iambos), przy czym Baubon miałby być uosobieniem narządu męskiego. Asocjację tę potwierdzałoby użycie tego pojęcia w takim właśnie znaczeniu przez Herondasa w jednym z jego mimijambów (VI, 19 – Przyjaciółki, Φιλιάζουσαι), gdzie pomiędzy kobietami mowa o „szkarłatnym baubonie” (κόκκινος βαυβών). Jako zwykły symbol seksualny Baubo jest w tym przypadku uosobieniem sromu (vulva), stanowiąc jaskrawy wyraz pozytywnej oraz negatywnej siły macierzyńskiej, mającej swój odpowiednik w życiodajnym fallusie, obecnym w sakralizacji świata egejsko-anatolijskiego aż po deltę Nilu (np. w postaci egipskiego Besa-Akephalosa).
Na uwagę zasługuje ewolucja tego bóstwa od kobiecego demona trwogi z orszaku Hekate do jego całkiem odmiennej postaci z tradycji późnoorfickiej.

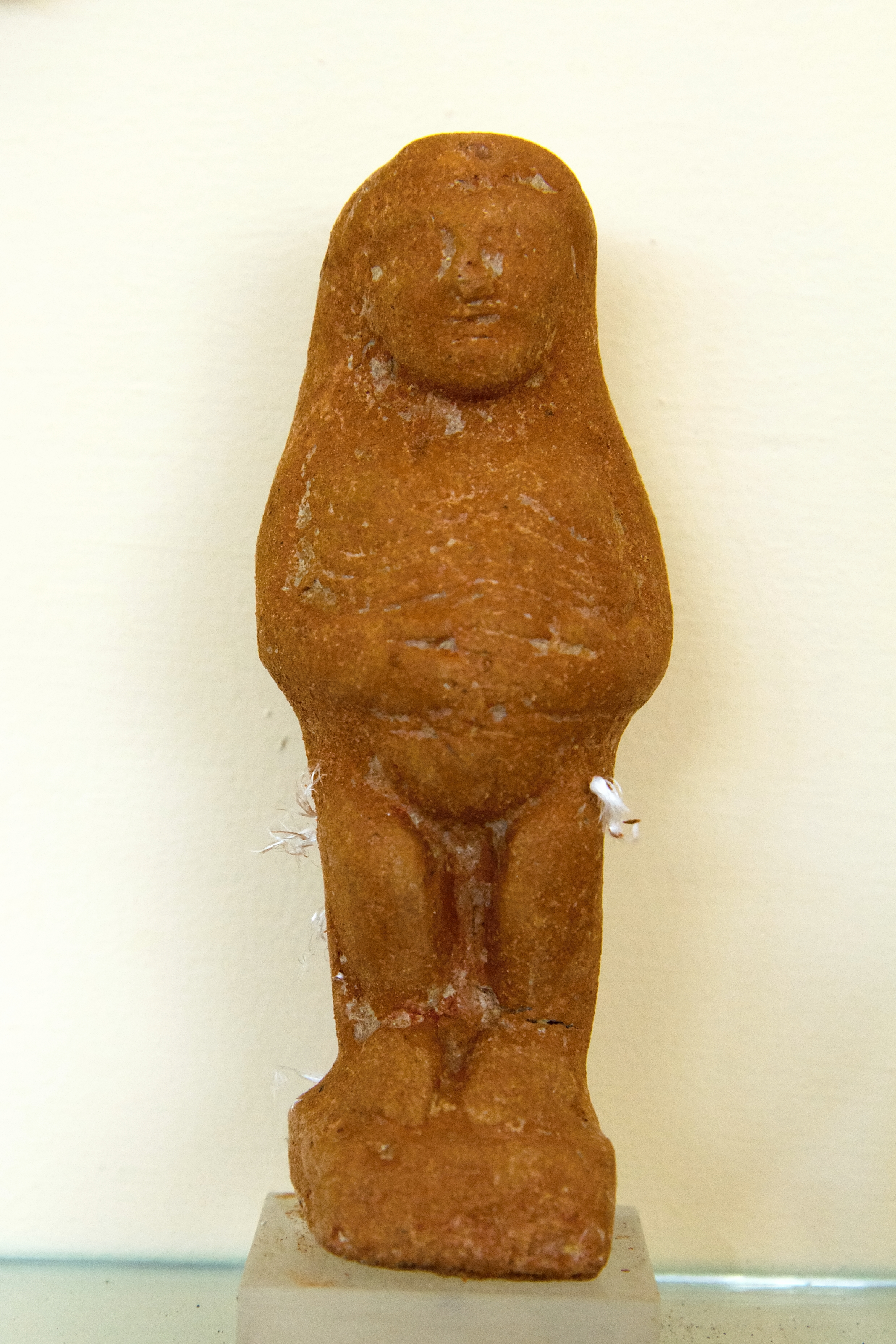
Figurka z Paros przedstawiająca Baubo brzemienną

## Ikonografia
Szczególnie liczne jej figurki terakotowe z okresu hellenistycznego odnaleziono podczas wykopalisk w małoazjatyckim Priene – niektóre z niesionym na głowie koszykiem owoców symbolizującym płodność. Zazwyczaj przedstawiana była wówczas jako naga kobieta eksponująca rozmaicie swe genitalia. Kult jej znacznie wcześniej bezspornie stwierdzono na Paros, poświadczony tam przez inskrypcję wotywną, w której Baubo wymieniona jest wraz z innymi postaciami kręgu eleuzyńskiego (Herą, Demeter Tesmoforos, Korą i Zeusem Eubuleusem). Znane jest również italskie figuralne jej przedstawienie w postaci nagiej kobiety obscenicznie jadącej na świni jako typ dea impudica.

## Literatura tematu
- Georges Devereux: Baubo. Die mythische Vulva. Frankfurt am Main: Syndikat, 1985, ISBN 3-434-46063-2
- Maurice Olender: Aspect de Baubô. „Revue de l'histoire des religions”, 202 (1985), s. 3-55
- Monika Gsell: Die Bedeutung der Baubo. W: Kulturgeschichtliche Studien zur Repräsentation des weiblichen. Frankfurt am Main/Basel: Genitales. Stroemfeld, 2001, ISBN 3-86109-147-X
- Winifred Milius Lubell: The Metamorphosis of Baubo. Nashville: Vanderbilt University Press, 1994